# Portugal continental

Carte du Portugal continental sur la péninsule Ibérique par opposition aux Îles portugaises (cerclées en rouge).

Les expressions Portugal continental ou continent portugais désignent le territoire continental portugais sur la péninsule Ibérique, ainsi que les petites îles proches. Le Portugal continental présente une superficie de 88 889 km2.
Elles font le pendant aux îles portugaises éloignées que regroupent les archipels de Madère et des Açores.
Au Portugal, cette division géographique du pays est simplifiée oralement et par écrit par l'abrégé : « le continent » (en portugais : « o continente »).
Le terme s'est surtout imposé après 1975, lorsque le Portugal a accordé l'indépendance à ses colonies africaines. Auparavant, le terme de metrópole ("métropole") était plus courant.
Ce territoire constitue l'une des trois entités NUTS 1 du Portugal pour Eurostat.